# Leucauge fasciiventris
Leucauge fasciiventris este o specie de păianjeni din genul Leucauge, familia Tetragnathidae, descrisă de Kulczynski, 1911. Conform Catalogue of Life specia Leucauge fasciiventris nu are subspecii cunoscute.